# Puposyrnola fastigiata
Puposyrnola fastigiata är en snäckart som först beskrevs av Suter 1906.  Puposyrnola fastigiata ingår i släktet Puposyrnola och familjen Pyramidellidae. Inga underarter finns listade i Catalogue of Life.